# الگوریتم برکلی
الگوریتم برکلی(به انگلیسی: Berkeley algorithm) یکی از الگوریتم‌های همزمانی ساعت است که در سال ۱۹۸۹ توسط گوسلا و ذاتی در دانشگاه برکلی کالیفرنیا پیشنهاد شد.

## الگوریتم
۱- مستر بر اساس فرایند انتخابات گزیده می‌شود. مثلاً با الگوریتم چانگ اند روبرتز.
۲-مستر مانند الگوریتم کریستینز، از اسلیوها زمانشان را سؤال می‌کند.
۳-مستر زمان تاخیر چرخشی (مخفف انگلیسی: RTT) پیام‌ها را با زمان خود مقایسه می‌کند.
۴-مستر میانگین زمان‌ها را محاسبه می‌کند، و هر عددی که خارج ازاین محدوده باشد حذف می‌کند.
۵-مستر اختلاف زمان (مثبت یا منفی) را به اسلیوها می‌فرستد که یا به زمان خود افزوده یا از زمان خود بکاهند.